# سالبادور روميرو فالنسيا
سالبادور روميرو فالنسيا هو سياسي مكسيكي، ولد في 30 أكتوبر 1960 في Jiquilpan de Juárez ‏ في المكسيك. نشط حزبياً في الحزب الثوري المؤسساتي (29 أغسطس 2012 – 29 أغسطس 2012). وقد انتخب عضو مجلس النواب المكسيك ‏.